# Deicide
Deicide é uma banda de death metal dos Estados Unidos, formada em 1987 por Glen Benton no vocal e baixo, Steve Asheim na bateria, Brian e Eric Hoffman nas guitarras. As letras das músicas, sempre escritas por Glen Benton, falam sobre satanismo e anti-cristianismo.
A palavra "deicide" (em latim) significa "O ato de matar um ser de natureza divina; particularmente crucificar  Jesus Cristo". A palavra pode significar também "Aquele que tem interesse em matar Cristo".

## História
Formados em Tampa, Flórida, em 1987, a banda inicialmente chamava-se Carnage. Quando Glen Benton uniu-se a banda, o nome mudou para Amon. Durante o tempo em que tocaram com este nome, eles lançaram duas demos: Feasting the Beast (1987) e Sacrificial (1989).
Em 1989 adotaram o nome definitivo devido a pressões da Roadrunner Records, pois Amon era o nome de uma casa citada no álbum "Them" de King Diamond.
O grupo era originalmente formado por Glen Benton (vocal e baixo), Eric Hoffman (guitarra), Brian Hoffman (guitarra) e Steve Asheim (bateria) - formação que permaneceu intacta até 2004.
A banda vem sofrendo ameaças e violência ao longo do tempo. Estes fatos ocorrem, em muitas vezes, devido à filosofia adotada pela banda, o fato de defenderem o extermínio das religiões, letras satânicas e ácidas, bem como os boatos que envolvem sacrifícios de animais durante os seus shows. O sucesso da banda perante os fiéis fãs, contudo, não é abalado. O vocalista da banda, Glen Benton, afirmava que iria cometer suicídio aos 33 anos durante um show, no entanto, atualmente diz que foi mal interpretado, e que não foi exatamente isso que teria dito.
Em Junho de 1990, foi lançado o primeiro álbum da banda pela Roadrunner Records, também intitulado "Deicide", marcando o surgimento da banda com a melhor impressão possível. Em 1992 foi lançado o segundo álbum, chamado "Legion", considerado pelos críticos de música um dos álbuns mais satânicos da história. Três anos mais tarde, era lançado "Once Upon the Cross", repleto de imagens fortes, a começar pela capa e mantendo as características anteriores. Em 1997 a banda lançou o excelente Serpents of the Light", assim como os álbuns anteriores, produzido por Scott Burns, mostrando a preocupação da banda em manter sua sonoridade característica.
Em 1998, mais de dez anos após a formação da banda, finalmente é lançado um registro oficial ao vivo, When Satan Lives.
Após um longo período sem gravações inéditas, finalmente, em 2000, sai Insineratehymn, e em 2001, In Torment in Hell.
Lançam o álbum Scars of the Crucifix em 2004, que tem um desempenho melhor que seus discos anteriores.

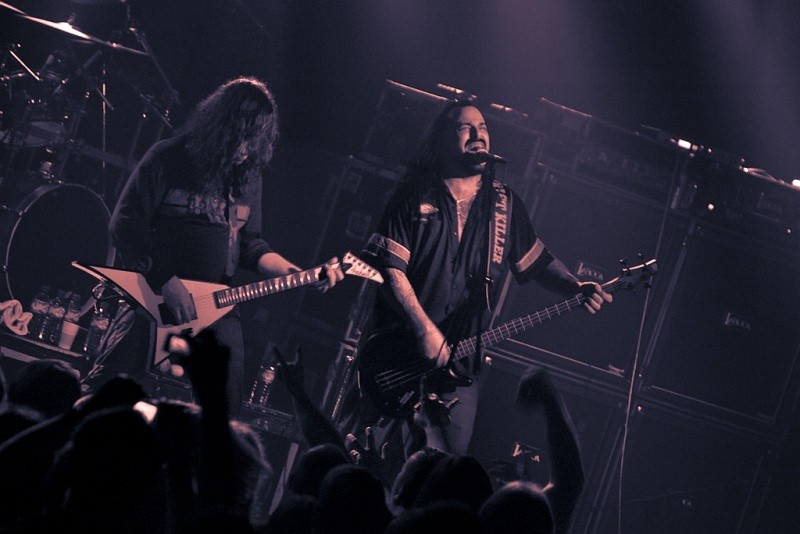
Deicide durante show em 22/01/2009

Depois de dezessete anos com a formação original, Glen Benton divulgou oficialmente que os irmãos Hoffman não mais fariam parte da banda devido ao fato de eles terem por diversas vezes cancelado e debandado shows por questões pessoais. Em 2007, os dois formam uma nova banda usando o nome Amon, usado antes de Deicide. São chamados Jack Owen (que havia saído do Cannibal Corpse) e Dave Suzuki (ex-Vital Remains) para as guitarras. Este último sai no ano seguinte dando lugar a Ralph Santolla (ex-Iced Earth e Death) e logo sai mais um disco: The Stench of Redemption (2006). O álbum foi a melhor gravação do grupo na década, muito bem recebido pelos fãs e crítica. Também gravaram um vídeo para a música "Homage For Satan", muito reproduzido na internet.
Já em 2007 Ralph é demitido do grupo. Depois volta, grava sessões para o disco conseguinte, mas sai novamente e junta-se ao Obituary. Kevin Quirion (Council of the Fallen) é chamado em seu lugar.
Em 2008, lançaram o álbum Till Death Do Us Part, que vendeu 2900 cópias nos Estados Unidos na primeira semana. Santolla volta à banda para novas gravações.

O Deicide embarcou na "God is Dead - To Hell With God Tour" em fevereiro/março de 2011 para divulgar seu novo álbum To Hell with God, com as bandas Belphegor, Blackguard, Neuraxis e Pathology.[carece de fontes?] Depois de muita instabilidade, Kevin Quirion volta à banda após Santolla ser demitido de novo por problemas com bebida alcoólica. Em 2013, a banda iniciou a  "The End Of The World Tour 2013" em março, com o apoio das bandas Destinity, Karnak, Sweetest Devilry e Arvas.
O seu álbum de estúdio mais recente é o In the Minds of Evil, lançado dia 26 de novembro de 2013.

## Integrantes
| Formação atual - Glen Benton – baixo, vocal (1987–atualmente) - Steve Asheim – bateria (1987–atualmente) - Kevin Quirion - guitarra (2008-09, 2009-10, 2011–atualmente) - Mark English – guitarra (2016–presente) | Membros anteriores - Brian Hoffman – guitarra (1987–2004) - Eric Hoffman – guitarra (1987–2004) - Jack Owen – guitarra (2004–2016) - Ralph Santolla – guitarra (2005-07, 2008-09, 2010-11) | Músicos substitutos (em shows) - Dave Suzuki – guitarra (2004–2005) - Garbaty "Yaha" – vocal, baixo (2007) - Seth Van Loo – vocal (2007) |

## Discografia
Álbuns de estúdio
- 1990 – Deicide  (Roadrunner)
- 1992 – Legion   (Roadrunner)
- 1995 – Once Upon the Cross (Roadrunner)
- 1997 – Serpents of the Light  (Roadrunner)
- 2000 – Insineratehymn  (Roadrunner)
- 2001 – In Torment in Hell  (Roadrunner)
- 2004 – Scars of the Crucifix (Earache)
- 2006 – The Stench of Redemption  (Earache)
- 2008 – Till Death Do Us Part  (Earache)
- 2011 – To Hell with God  (Century Media)
- 2013 – In the Minds of Evil  (Century Media)
- 2018 – Overtures of Blasphemy (Nuclear Blast)
- 2024 – Banished by Sin